# Саркисян, Грант Тигранович
Грант Тигранович Саркисян (18 сентября 1927, Краснодар, Кубанский округ, Северо-Кавказский край — 11 июля 1983, Москва) — бригадир тракторно-полеводческой бригады совхоза имени Островского Акмолинской области, Казахская ССР. Герой Социалистического Труда (1957).

## Биография
Родился в 1927 году в Краснодаре. В 1954 году отправился добровольцем на освоение целинных земель в Акмолинскую область, Казахская ССР. Трудился механизатором в Кийминском районе. В последующем возглавил тракторно-полеводческую бригаду в совхозе имени Островского Кийминского района.
Бригада трактористов под его руководством ежегодно показывала высокие трудовые результаты. Указом Президиума Верховного Совета СССР от 11 января 1957 года удостоен звания Героя Социалистического Труда за «особые заслуги в освоении целинных и залежных земель, успешное проведение уборки урожая и хлебозаготовок в 1956 году» с вручением ордена Ленина и золотой медали «Серп и Молот» (№ 7208).
По окончании целинной кампании возвратился в Российскую Федерацию. В последние годы своей жизни проживал в Москве. Умер в июле 1983 года. Похоронен на Митинском кладбище.